# Helga y Flora
Pour les articles homonymes, voir Helga et Flora.
Helga y Flora (français: Helga et Flora) est une série dramatique télévisée chilienne créée et écrite par Omar Saavedra Santis, produite par Suricato pour la chaîne chilienne Canal 13. Elle a été créée le 25 avril 2020. La série se déroule dans les domaines de la Patagonie chilienne dans les années 1930 et traverse différents arcs narratifs dans le contexte social de l'époque, dans lequel les femmes ont récemment des droits politiques et du travail,.
Il met en vedette Catalina Saavedra, Amalia Kassai et Alejandro Sieveking, la performance secondaire de Tiago Correa, Alessandra Guerzoni, Ernesto Meléndez, Daniela Lhorente, Hernán Contreras, Geraldine Neary, entre autres acteurs.

## Synopsis
L'histoire d'Helga Gunkel (Amalia Kassai) et Flora Gutiérrez (Catalina Saavedra), les premières femmes de la police fiscale chilienne. Tous deux sont envoyés pour leur première mission: se rendre à Kerren, un ranch sur l'Isla Grande de Tierra del Fuego, afin d'enquêter sur le vol de Sigfried, un cheval à sang fin appartenant à Don Raymond Gamper (Alejandro Sieveking), un puissant éleveur d'origine allemande, propriétaire de tout et de tous, et pour lequel le gouvernement du Chili soupçonne qu'il pourrait aider l'Allemagne nazie.
Cependant, cet événement ouvre la porte à un monde entier de mystères, de secrets et d'histoires croisées dans une terre inhospitalière. Cette affaire apparemment simple cache un criminel qui est revenu dans la ville pour se venger, initiant une série d'autres crimes que les gens préfèrent ignorer, mais pour nos enquêteurs, il se transforme en un mystérieux puzzle d'intrigues qui doivent être résolues au risque de perdre leur propre vie.

## Distribution
- Alejandro Sieveking comme Mr. Raymond Gamper[5].
- Catalina Saavedra comme Flora Gutiérrez[6].
- Amalia Kassai comme Helga Gunkel[7].
- Hernán Contreras comme David Acevedo[8].
- Tiago Correa comme Zacarías Llancaqueo[9].
- Ernesto Meléndez comme Ezequiel Ligman.
- Daniela Lhorente comme Úrsula Millán[10].
- Alessandra Guerzoni comme Clara.
- Geraldine Neary comme Eduvigis Carimán.
- Giordano Rossi comme Gabriel Gamper.
- Aldo Parodi comme Remigio
- Mario Ossandón comme Alexander Nestroy.
- Daniel Antivilo comme Atilio.
- Juan Carlos Maldonado comme Attaché
- Ernesto Gutiérrez comme Aliaga.
- Isidora Loyola comme Rosario
- Lisandro Cabascango comme Ramón